# Suvada
Suvada je žensko osebno ime.

## Izvor imena
Ime Suvada je različica ženskega osebnega imena Suada.

## Pogostost imena
Po podatkih Statističnega urada Republike Slovenije je bilo na dan 31. decembra 2007 v Sloveniji število ženskih oseb z imenom Suvada: 122.